# Lavi (kibuc)
Lavi (hebrejsky לָבִיא, anglicky Lavi) je vesnice typu kibuc v Izraeli, v Severním distriktu, v Oblastní radě Dolní Galilea.

## Geografie
Leží v oblasti s intenzivním zemědělstvím, v nadmořské výšce 265 metrů na planinách v Dolní Galileji, nedaleko místa, kde se tyto planiny začínají prudce svažovat k východu, ke břehům Galilejského jezera. K jihovýchodu se zároveň začíná terén svažovat do údolí Bik'at Javne'el, kam z blízkosti vesnice přitékají vádí Nachal Šovav a Nachal Javne'el. Na severu jsou planiny okolo vesnice ukončeny vrcholem Har Nimra. Západním směrem začíná údolí Bik'at Tur'an.
Obec se nachází cca 10 kilometrů západně od centra města Tiberias, cca 100 kilometrů severovýchodně od centra Tel Avivu a cca 42 kilometrů východně od centra Haify. Lavi obývají Židé, přičemž osídlení v tomto regionu je zcela židovské. Oblasti, které obývají izraelští Arabové, ale začínají jen cca 6 kilometrů západním a jihozápadním směrem (aglomerace Nazaretu a arabská sídla v údolí Bejt Netofa). Zhruba 7 kilometrů jižně od Lavi leží také město Kafr Kama, které obývají izraelští Čerkesové.
Lavi je na dopravní síť napojen pomocí dálnicí číslo 77, jež spojuje aglomeraci Haify s Galilejským jezerem. Při ní se jihovýchodně od vesnice rozkládá velká průmyslová zóna Dolní Galilea.

## Dějiny
Lavi byl založen v roce 1949. Zakladateli osady byla skupina nábožensky orientovaných židovských přistěhovalců ze Spojeného království. Někteří z nich byli jako děti ve 30. letech 20. století převezeni do Británie z Německa a unikli tak holokaustu. Zpočátku stával kibuc o něco západněji (zhruba na místě nynější mládežnické vesnice Hodajot), ale už v roce 1950 se přesunul do nynější polohy.
Kibuc svým názvem navazuje na stejnojmenné židovské sídlo zmiňované počátkem křesťanského letopočtu v Talmudu a Mišně. Ve středověku na ně navázala arabská vesnice Lubija. Křižáci ji označovali ve středověku jako Lubia. V obci fungovala základní škola. Roku 1931 měla 1850 obyvatel a 405 domů. Stávala do války za nezávislost v roce 1948 cca 1 kilometr jihozápadně od dnešního kibucu. Obyvatelstvo v arabské vesnici Lubija bylo už od počátku 20. století naladěno výrazně protižidovsky. Během války byla tato oblast ovládnuta židovskými silami a arabské obyvatelstvo bylo vysídleno. Kibuc Lavi vznikl na pozemcích této arabské vesnice. Přímo na místě arabské vesnice se nyní rozkládá les Lavi.
Rozhodnutí o osídlení této oblasti po roce 1948 bylo motivováno politicky. Sám premiér Izraele David Ben Gurion prosazoval, aby prostor opuštěné arabské vesnice Lubija, v blízkosti strategicky významné křižovatky Golani rychle získal židovské osídlení. Osadníci zde ovšem v prvních letech čelili nedostatku vody, která se musela dovážet v cisternách. To se projevovalo na hospodářské situaci kibucu, který nemohl rozvinout zemědělské aktivity.
Ekonomika kibucu je založena na zemědělství, průmyslu a turistickém ruchu. Stojí zde hotel. V obci fungují zařízení předškolní péče o děti a základní škola. Dále je tu zdravotní středisko, plavecký bazén, sportovní areály a synagoga.

## Demografie
Obyvatelstvo kibucu Lavi je nábožensky orientované. Podle údajů z roku 2014 tvořili naprostou většinu obyvatel v Lavi Židé (včetně statistické kategorie "ostatní", která zahrnuje nearabské obyvatele židovského původu ale bez formální příslušnosti k židovskému náboženství).
Jde o menší sídlo vesnického typu s dlouhodobě mírně rostoucí populací. K 31. prosinci 2014 zde žilo 630 lidí. Během roku 2014 populace klesla o 4,1 %.
| Rok            | 1961 | 1972 | 1983 | 1995 | 2001 | 2003 | 2004 | 2005 | 2006 | 2007 | 2008 | 2009 | 2010 | 2011 | 2012 | 2013 | 2014 |
| -------------- | ---- | ---- | ---- | ---- | ---- | ---- | ---- | ---- | ---- | ---- | ---- | ---- | ---- | ---- | ---- | ---- | ---- |
| Počet obyvatel | 320  | 447  | 690  | 613  | 631  | 646  | 671  | 671  | 670  | 665  | 679  | 612  | 622  | 640  | 638  | 657  | 630  |